# Laccaria
Il genere Laccaria (Berk. & Broome, Ann. Mag. nat. Hist., Ser. 5 12: 370, 1883) è caratterizzato da lamelle adnate o un po' decorrenti, spaziate, spesse, rivestite di pruina. Le spore sono arrotondate, aculeate e non amiloidi. Non sono presenti cistidi.
(in figura: Laccaria amethistina)

## Specie
La specie tipo è Laccaria laccata (Scop.) Fr. (1884).
Altre specie appartenenti al genere sono:
- Laccaria amethistina
- Laccaria bicolor
- Laccaria proxima
- Laccaria tortilis
- Laccaria fraterna

## Etimologia

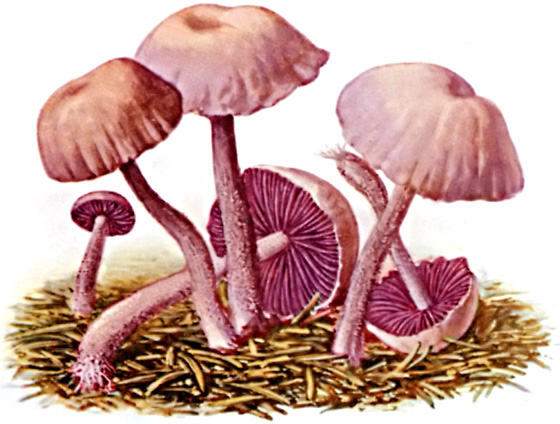
Illustrazione di L. laccata

Dal persiano lak = vernice, cioè attinente alla vernice.